# Carl Bratfisch
Carl Bratfisch (Berlín, 18 de diciembre de 1829 - † Glogów, 1 de enero de 1901) fue un músico, compositor y director de orquesta alemán.

## Vida

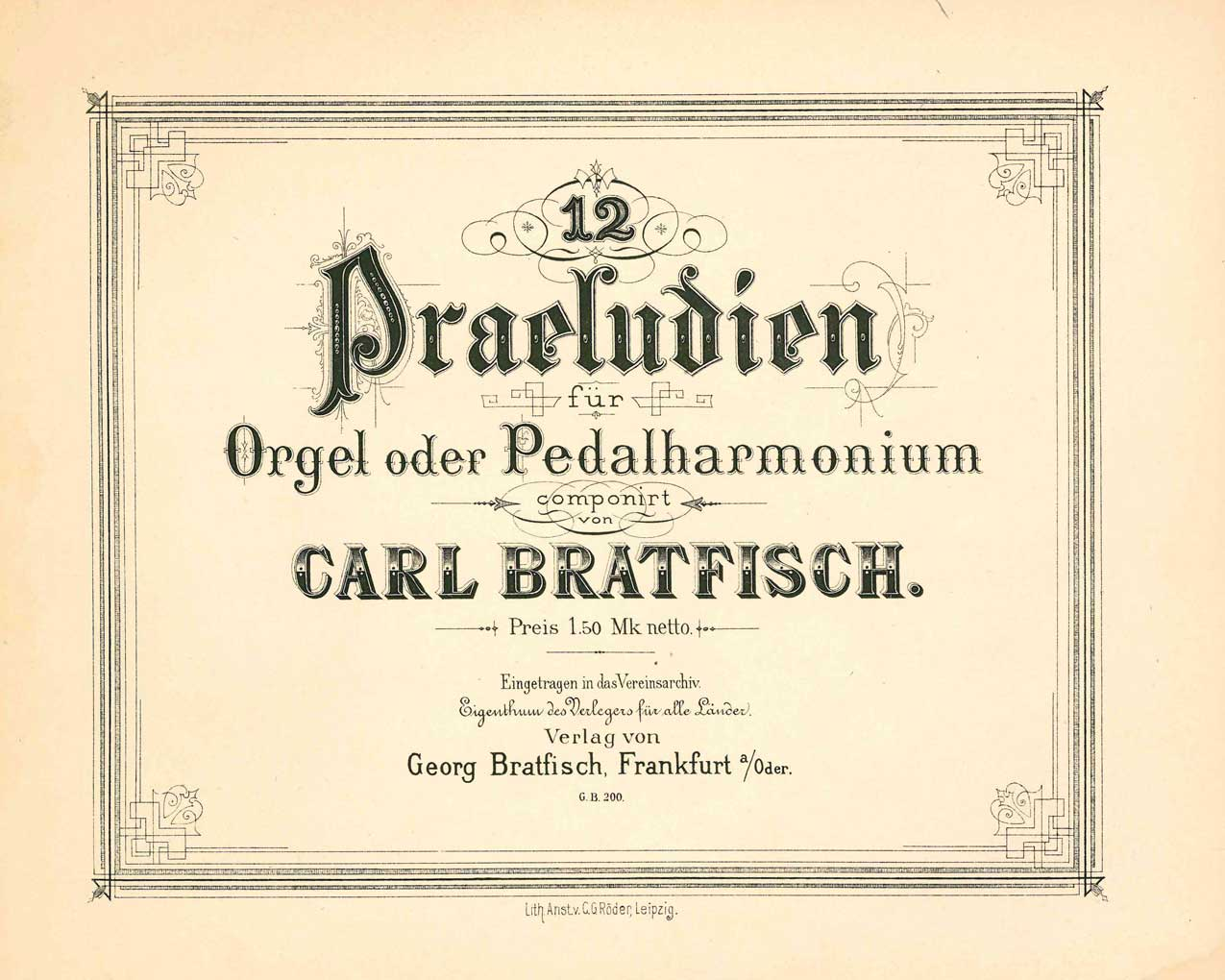
Portada de los "12 Praeludien"

Carl Bratfish nació el 18 de diciembre de 1829 en Berlín. Después de asistir a la Escuela Alemana de Berlín y de su formación musical tocando el piano, el violín y el clarinete, Carl Bratfisch se ofreció como voluntario para el servicio militar en 1847. De 1860 a 1868 fue reclutador de personal en el Royal Prussian 58. Regimiento de Infantería en Glogau. Luego trabajó como organista y director musical en Glogau. Compuso múltiples obras musicales, una de sus obras más conocidas es la marcha militar «Steinmetz-Marsch» de 1867, compuesta en honor a la victoria de la batalla de Skalitz del 28 de junio de 1866.
Carl Bratfisch fallecería el 1 de enero de 1901 en Glogau.